# Монгольский караван в помощь Красной армии
Монгольский караван в помощь Красной армии был организован осенью 1941-го (по другим данным — 1942-го) года в западно-монгольском городе Ховд и перевозил в СССР шерсть и одежду из неё, мясо, металлы и другие товары на верблюдах и лошадях. От Ховда караван шёл к советско-монгольской границе, а от неё по Чуйскому тракту также своим ходом до ближайшей железнодорожной станции в городе Бийск — всего около 1030 километров.
По некоторым данным, после первого каравана последовали и другие. Сообщается, в частности, что зимой 1943-44 годов из Монголии в Бийск было сделано 18 тысяч верблюдоходок.

## Состав каравана

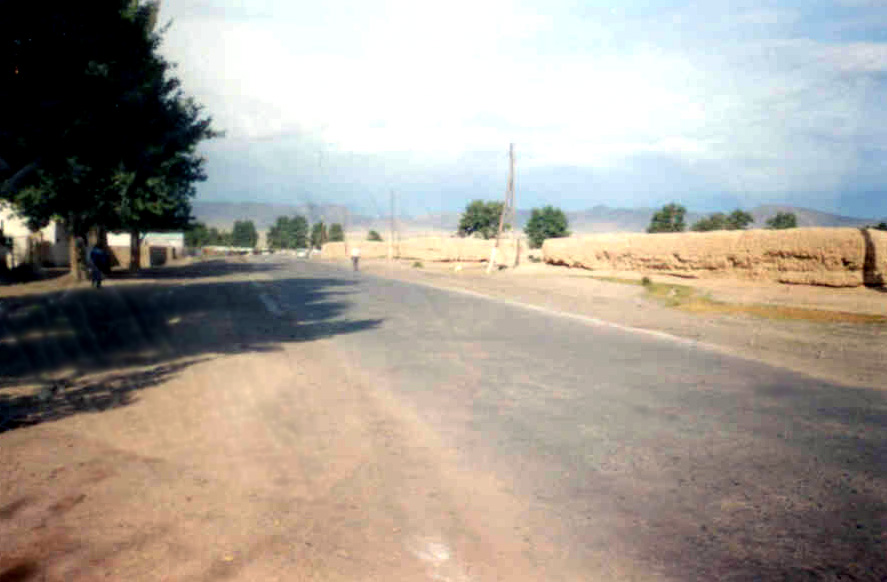
Улица в Ховде.

В августе 1941 года руководство аймака Ховд поручило организовать помощь Красной Армии администрации сомона (совхоза) Манхан, чей председатель выбрал 19-летнего секретаря местной организации Революционного союза молодёжи МНР Борондонгийна Лувсана.
«Подарки» для советской армии собирали по всей Западной Монголии: сушёную говядину и баранину; мясо маралов, джейранов, кабанов и другой дичи; шубы и сапоги из овчины, валенки, шапки, рукавицы. Возможно, караван включал также и 120 тонн цветного металла из высокохудожественной буддийской пластики (в дальнейшем пошёл на переплавку и использовался для производства авиационных и танковых двигателей). Помощь братскому народу была добровольной и бесплатной.
Количество верблюдов по разным подсчётам было от нескольких сотен до около 1200, а караванщиков 108 или 110, что некоторым авторам позволило сделать вывод о рекордных размерах каравана.

## Путь до Бийска

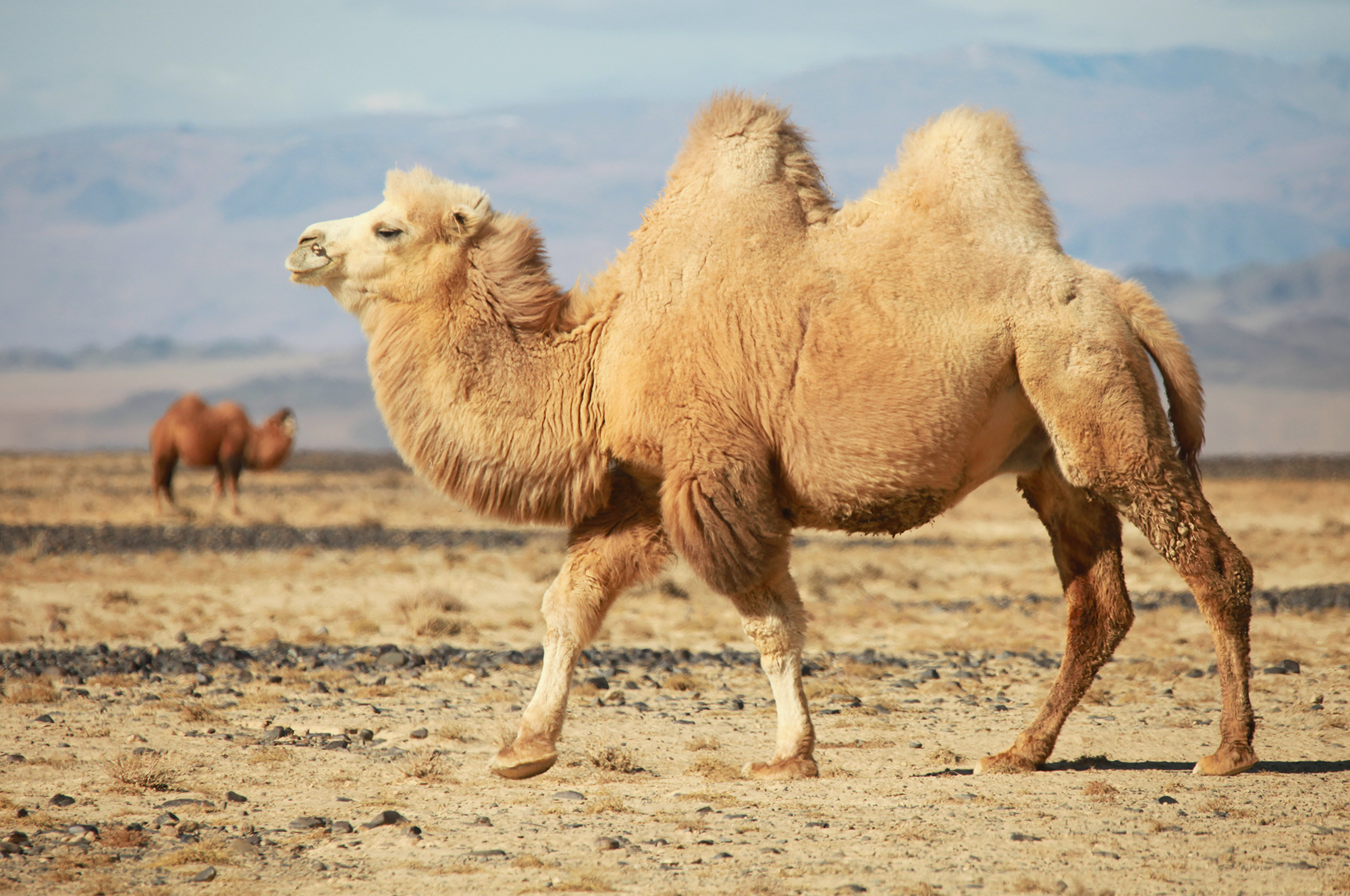
Верблюд в Чуйской степи, по которой летом проходил маршрут каравана.

Из Ховда караван отправился 17 сентября 1941 года (по другим данным — 1942 года).

В условиях сильных морозов декабря и января караванщики два месяца не снимали одежду, на ночь укладываясь спать между двумя параллельно лежащими верблюдами. По воспоминаниям главного погонщика каравана Борондогийна Лувсана, за время перехода восемь монголов заболели, их пришлось оставить в сёлах по пути: 
Зимой 1942 года нас приветливо встречали в Ойротской автономной области. Приглашали в дома, в юрты, кормили, наливали чаю, сопровождали, помогали ухаживать за верблюдами, с которых груз не снимали даже во время ночевок. Зимой 1942 года стояли крепкие морозы. Температура минус 30 градусов считалась оттепелью. Жители Горного Алтая отдавали нам последнее, чтобы мы только дошли до Бийска. До сих пор храню колокол, который висел на шее большого верблюда. Для меня и моей семьи это большая реликвия. Во время движения каравана мы пели народную песню «Сайлэн Боор». У неё много куплетов и рассказывалось в ней о дружбе, о любви, верности и преданности.

Наибольшую сложность представляли горные перевалы. Так, при переходе через Чике-Таман сорвались и погибли несколько верблюдов. Самый выносливый, чёрный верблюд принял на себя груз с погибших животных и должен был спать стоя на коленях, а когда его разгрузили, то объём превозимого им товара занял почти весь кузов автомобиля ЗИС-5.

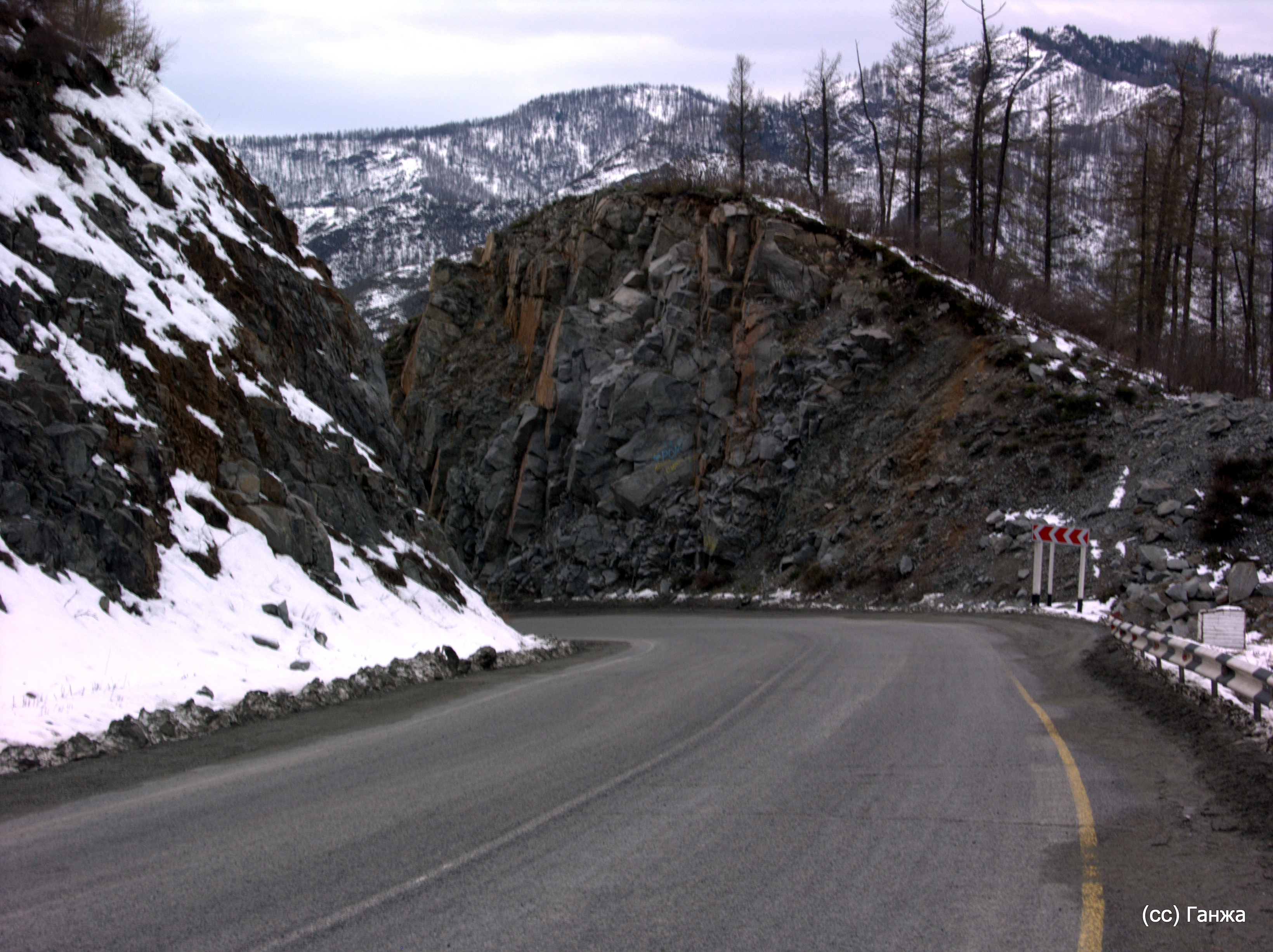
Современный вид перевала Чике-Таман.

Алтайский журналист Анатолий Муравлёв в книге «Неизвестный Алтай. Трансграничный маршрут» так описывает трудности пути: 
В мае 2005 года, когда Лувсан вновь ехал в Алтайский край на празднование 60-летия Победы над фашистами, преодолеть Чекет-Аман удалось на автомобиле за два часа, а зимой 1942-1943 годов на это потребовалось десять суток. В зимних горах за день удавалось пройти 25-30 километров. Для этого приходилось подниматься до зари и разжигать вечерний костёр под казаном лишь в вечерних сумерках.
Неприспособленные для перемещения по льду мягкие ступни верблюдов скользили и разбивались, оставляя красные следы крови за караваном; местные жители научили карванщиков шить специальные калоши для животных из шкур, брезента и тряпья. А при переходе рек по льду и других сложных участков перед животными раскладывали ветки деревьев, доски или одежду, посыпали дорогу золой и песком. Из-за суровой зимы несколько верблюдов заболели от переохлаждения, их оставили под присмотром местных жителей Ойротской автономной области Алтайского края.
Около недели караванщики расчищали путь в двухметровом слое снега на Семинском перевале. Нелегко дался переход по подвесному мосту над рекой Катунь в Усть-Семе: упрямые животные не хотели идти по раскачивающемуся настилу.

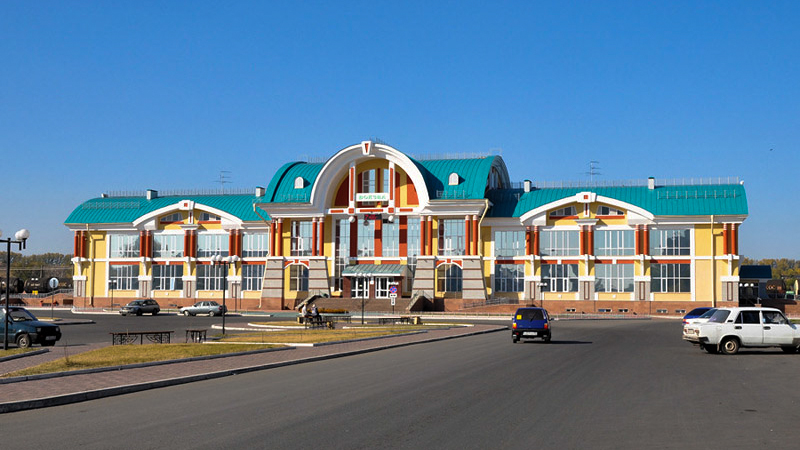
Железнодорожная станция Бийска (после ремонта 2009 года).

В Бийск караван прибыл в начале февраля 1942 года, на железнодорожном вокзале его встречали офицеры Красной Армии. Обратно в монгольский Ховд караванщики вернулись только 5 мая 1942 года с советской пшеницей, мукой, сахаром, растительным маслом и тканями.

## Увековечение памяти
Именем каравана назван фруктовый сад в сомоне Манхан монгольского аймака Ховд.
4 сентября 2007 года главный погонщик каравана гражданин Монголии Борондонгийн Лувсан награждён медалью Алтайского края «За заслуги в труде» за «высокие профессиональные достижения, многолетний добросовестный труд во благо Алтайского края и в связи с 70-летием со дня образования Алтайского края».
В 2013 году коллектив преподавателей, аспирантов и студентов Института архитектуры и дизайна АлтГТУ предложил установить мемориалы-стелы «Дружба-Найрамдал» в Ховде, на перевале Чике-Таман и в Бийске. Предполагалось также соучастие преподавателей и студентов Ховдского университета из Монголии. Проект разработан на грант губернатора Алтайского края.